# Sztárral szemben
A Sztárral szemben (eredeti cím: Celebrity) 1998-as amerikai dráma-filmvígjáték, melynek forgatókönyvírója és rendezője Woody Allen. A forgatókönyv egy házaspár eltérő útját írja le válásuk után.
A film általánosságban negatív értékeléseket kapott a kritikusoktól, valamint bevételi szempontból is megbukott.

## Cselekmény
Lee Simon sikertelen regényíróból lett bulvárlap újságíró, aki beleveti magát a hírességekkel foglalkozó újságírásba, miután tizenhat év házasság után elérte a váltás, és elvált az egykori angoltanárnő feleségétől, Robintól.
Miközben mind szakmai találkozásokon, mind szexuális kalandokon keresztül botladozik az előadóművészekkel, modellekkel és a szórakoztatóipar világának más szereplőivel, Lee egyre inkább megkérdőjelezi az életcélját. Hírnévhajhászása, bizonytalanságai és neurózisai miatt számos lehetőséget tesz tönkre.
Eközben Robin számos idegi problémája miatt átalakítja magát, és Tony Gardella televíziós producernél kap munkát, ami a saját hírességekkel készített interjúműsorához vezet. Számos lehetőséget használ ki, végül boldog és sikeres lesz.

## Szereplők
(Zárójelben a magyar hangok feltüntetve)
- Kenneth Branagh – Lee Simon (Rátóti Zoltán)
- Judy Davis – Robin Simon (Für Anikó)
- Winona Ryder – Nola (Huszárik Kata)
- Leonardo DiCaprio – Brandon Darrow (Hevér Gábor)
- Melanie Griffith – Nicole Oliver (Udvaros Dorottya)
- Famke Janssen – Bonnie (Kéri Kitty)
- Joe Mantegna – Tony Gardella (Mihályi Győző)
- Charlize Theron – Szupermodell (Solecki Janka)
- Gretchen Mol – Vicky
- Michael Lerner – Dr. Lupus (Koroknay Géza)
- Isaac Mizrahi – Bruce Bishop (Karácsonyi Zoltán)
- Bebe Neuwirth – Nina (Igó Éva)
- Hank Azaria – David (Csankó Zoltán)
- Douglas McGrath – Bill Gaines
- J. K. Simmons – Szuvenírárus
- Dylan Baker – Pap a katolikus lelkigyakorlaton
- Debra Messing – TV riporter
- Allison Janney – Evelyn Isaacs
- Kate Burton – Cheryl (Ősi Ildikó)
- Gerry Becker – Jay Tepper
- Tony Sirico – Lou DeMarco
- Celia Weston – Dee Bartholomew
- Aida Turturro – Olga
- Lorri Bagley – Gina
- David Margulies – Adelman tanácsos
- Jeffrey Wright – Greg
- Tony Darrow – Költöztető
- Adrian Grenier, Sam Rockwell és John Doumanian – Darrow csapata
- Greg Mottola – Rendező
- Michael Moon – Önmaga/El Flamingo banda
- Donald Trump – Önmaga
- Ian Somerhalder – Unconfirmed
- Karen Duffy – TV riporter
- Frank Licari – operatőr
- Andre Gregory – John Papadakis

## A film készítése
A filmet Sven Vilhem Nykvist operatőr fekete-fehérben forgatta New Yorkban. A Sztárral szemben volt az utolsó a négy film közül, amelyet Allennek forgatott Nykvist. Ez egyben Allen hosszú együttműködésének végét is jelentette Susan E. Morse vágóval, aki a Manhattantől (1979) kezdve Allen húsz korábbi filmjét vágta.
A film premierje a Velencei Nemzetközi Filmfesztiválon volt, majd a New York-i Filmfesztiválon is bemutatták, mielőtt az Egyesült Államokban 1998. november 20-án bemutatták volna. A film 493 moziban nyitott, 1 588 013 dolláros bevételt hozott, és a nyitóhétvégén a 10. helyen végzett. Az Amerikai Egyesült Államokban végül 5 078 660 dollárt keresett.

## Fordítás
- Ez a szócikk részben vagy egészben  a   Celebrity (film) című angol Wikipédia-szócikk fordításán alapul.  Az eredeti cikk szerkesztőit annak laptörténete sorolja fel. Ez a jelzés csupán a megfogalmazás eredetét és a szerzői jogokat jelzi, nem szolgál a cikkben szereplő információk forrásmegjelöléseként.